# Sleep to Dream
Sleep to Dream è un singolo della cantautrice statunitense Fiona Apple, pubblicato nel 1997 ed estratto dal suo primo album Tidal.

## Tracce
- CD singolo

1. Sleep to Dream – 4:10
2. Never Is a Promise – 5:56

## Video
Il video del brano è stato diretto dal regista francese Stéphane Sednaoui e ha vinto l'MTV Video Music Award al miglior artista esordiente nell'ambito degli MTV Video Music Awards 1997.

## Crediti
- Fiona Apple – voce
- Jon Brion – chitarra, vibrafono, piano
- Patrick Warren – piano, tastiere
- Matt Chamberlain – batteria, percussioni
- Dan Rothchild – basso